# UAZ-469
L'UAZ-469 est un véhicule militaire tout terrain, multiusage fabriqué par UAZ. Il a été utilisé par les Forces armées soviétiques et des autres pays du Pacte de Varsovie, ainsi que par des unités paramilitaires du bloc de l'Est. En Union soviétique, son utilisation a également été généralisée dans les services et organisations de l'État qui avaient besoin d'un véhicule robuste. La version classique militaire offre sept places assises.

## Historique
Développé à partir de la GAZ-69 et de l'UAZ-460, l'UAZ-469 a été mise en service en 1972, afin de remplacer le GAZ-69. Il a été équipé du même moteur de 75 ch (56 kW) 2 445 cm3 à quatre cylindres en ligne que l'UAZ-452. Il utilise de l'essence avec un indice d'octane très bas (jusqu'à 72, bien qu'un indice de 76 soit préférable). L'UAZ-469 présente deux grands avantages : il peut rouler sur quasiment n'importe quel terrain et est très facile à réparer. À l'origine, le véhicule n'est pas prévu pour un usage public, mais beaucoup de stocks militaires ont été vendus à des particuliers.

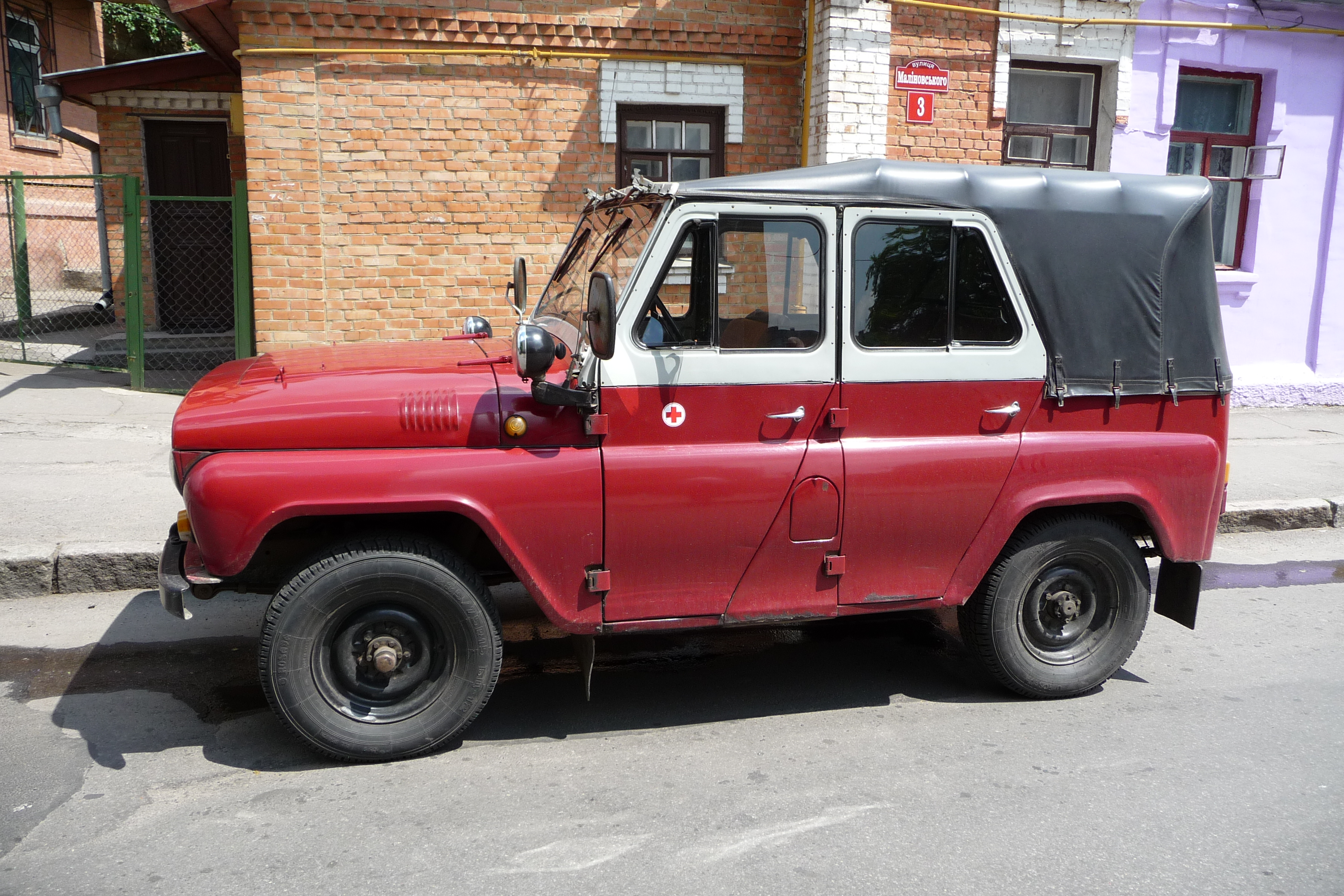
UAZ-469 version médicale, utilisée en Ukraine.

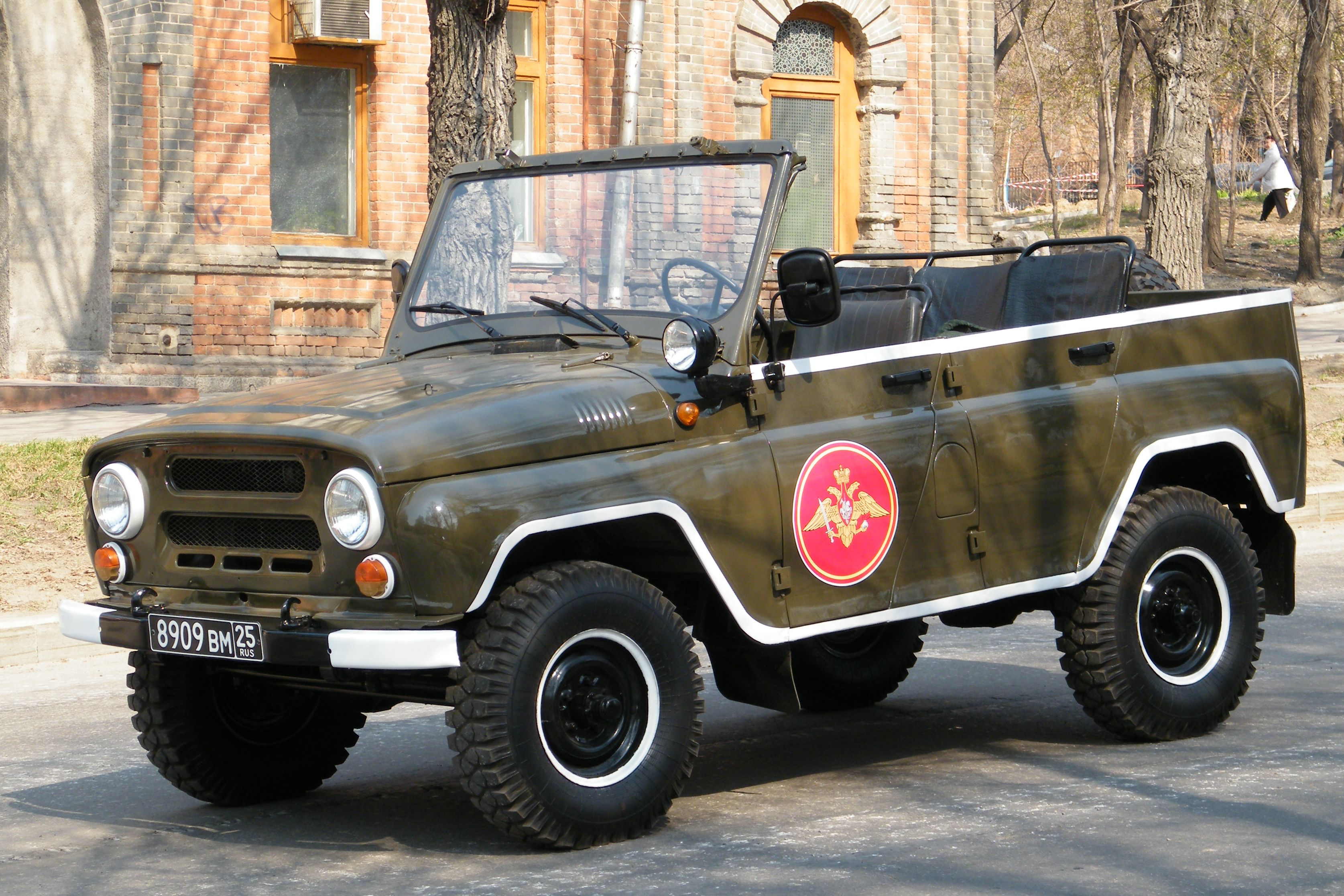
Un UAZ-3151 utilisé pour un défilé militaire en Russie.

Les évolutions intègrent une base UAZ-469B avec une garde au sol de 220 mm, et version militaire spécialisée de l'UAZ-469, avec garde au sol augmentée à 300 mm. Après une légère modernisation en 1985, en raison de l'évolution des standards normatifs, les modèles ont été renommés : l'UAZ-469 est devenu le « UAZ-3151 », tandis que l'UAZ-469B est devenu le « UAZ-31512 ». La fabrication de l'UAZ-31512 pour l'Armée russe a continué jusqu'en 2011, alors que la fabrication pour le marché civil a été abandonnée en raison des normes antipollution. Cependant, la fabrication des UAZ Hunter reste une évolution de l'ancien UAZ-469B. L'UAZ Hunter a été vendu en Allemagne et dans certains pays d'Asie sous le nom d'UAZ Tigr, jusqu'à ce que General Motors se plaigne de ce que le nom était trop proche d'une de ses voitures, l'Opel Tigra. Il fut donc rebaptisé Baijah Taigah en Allemagne.

## Versions majeures

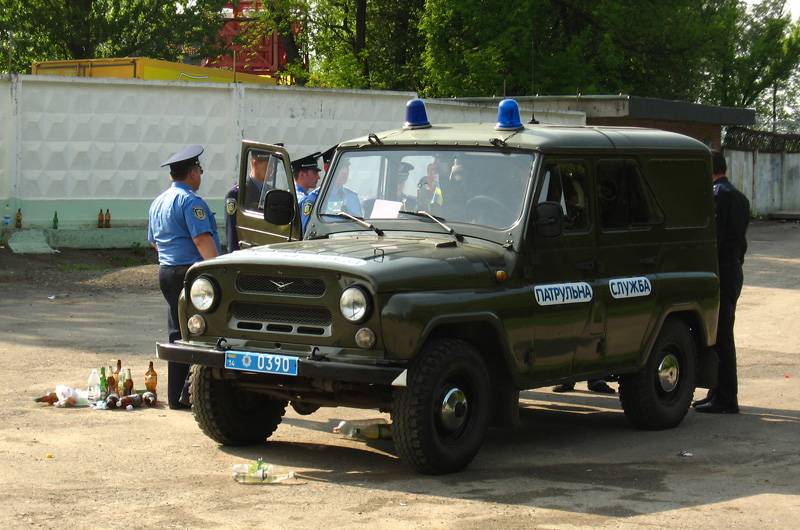
UAZ-3151 UMM de la police ukrainienne.

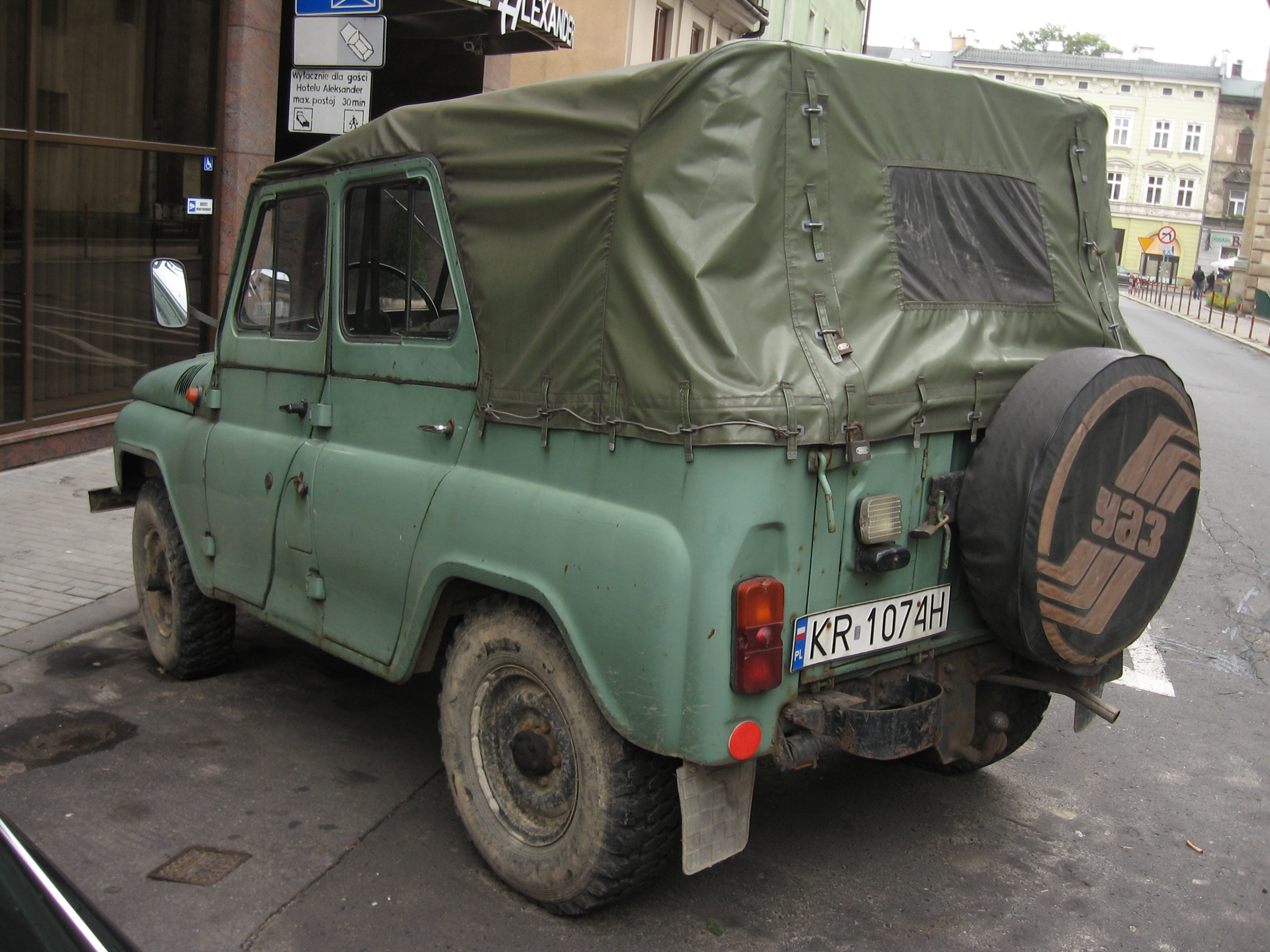
UAZ-469 sur la rue Garbarska de Cracovie (Pologne).

UAZ-469B – version « civile » de l'UAZ-469. Dans cette version, la garde au sol est de 220 mm et les essieux moteurs utilisent une vitesse principale à un seul niveau sans développement final. Le 469B était disponible avec un système d'allumage électronique avec ou sans contact (sur les modèles les plus récents). Ses arbres de prise de force sont légèrement plus longs que les arbres de l'UAZ-469. La cabine est ouverte et est fournie avec un toit amovible ; un hardtop en métal ou en fibre de verre peut être acheté comme un accessoire. Le moteur de 2,4 litres est jumelé à une boîte quatre vitesses.
Une version voiture de patrouille est disponible, basée sur l'UAZ-31512-UMM avec cinq portes corps en métal et un équipement spécial en option. L'UAZ-469B forme la base du véhicule amphibie TREKOL-39041.
Autres versions :
- UAZ-469BI – 469B version avec blindage des câbles électriques (par exemple, P-403M émetteur-récepteur VHF radio) ;
- UAZ-469BG version médicale de l'utilitaire, équipée avec des places pour les infirmiers et un brancard ; après modernisation en 1985, il a reçu la désignation UAZ-3152 ;
- UAZ-469RH – version modifiée pour une résistance nucléaire, biologique et chimique (NBC).

### Concepts et prototypes
- UAZ-3907 Ягуар (Jaguar) – véhicule amphibie basé sur l'UAZ-469 avec deux hélices montées sur l'essieu arrière
- UAZ-Martorelli – UAZ-469B version qui a été exportée vers l'Italie, où il a été considérablement modifié. Ces versions proposent :
  - moteur à essence de l'UMP-451M (de 2 500 cm3, 76 ch), appelé le « UAZ-Explorer »
  - moteur Peugeot XD2 diesel (de 2 500 cm3, 76 ch) – UAZ-Marathon
  - turbodiesel de Vittorio Martorelli VM Motori (de 2 400 cm3, 100 ch) - UAZ-Dakar
  - moteur Fiat à essence (de 2 000 cm3, 112 ch) – UAZ Racing[11]
- UAZ 3105 « Sport » – version à empattement court et toit et portes amovibles[12]

## Spécifications
Moteur

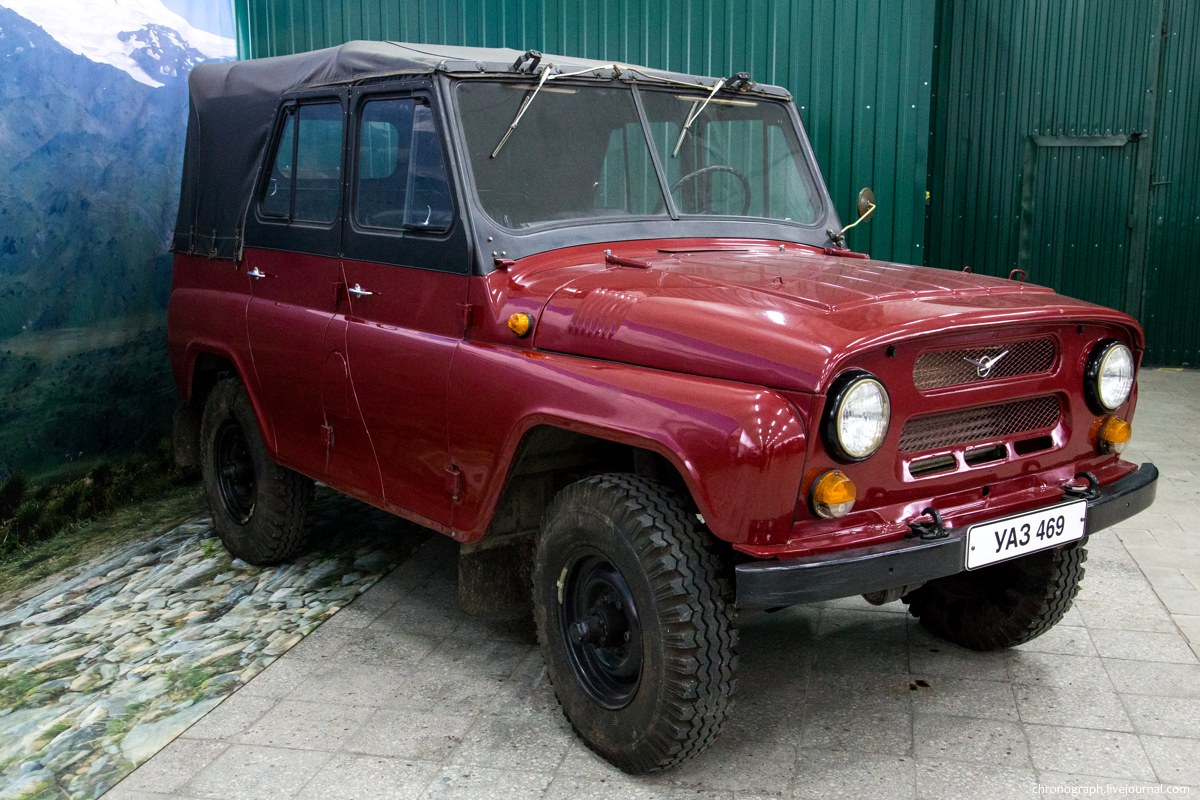
UAZ-469 dans un musée.

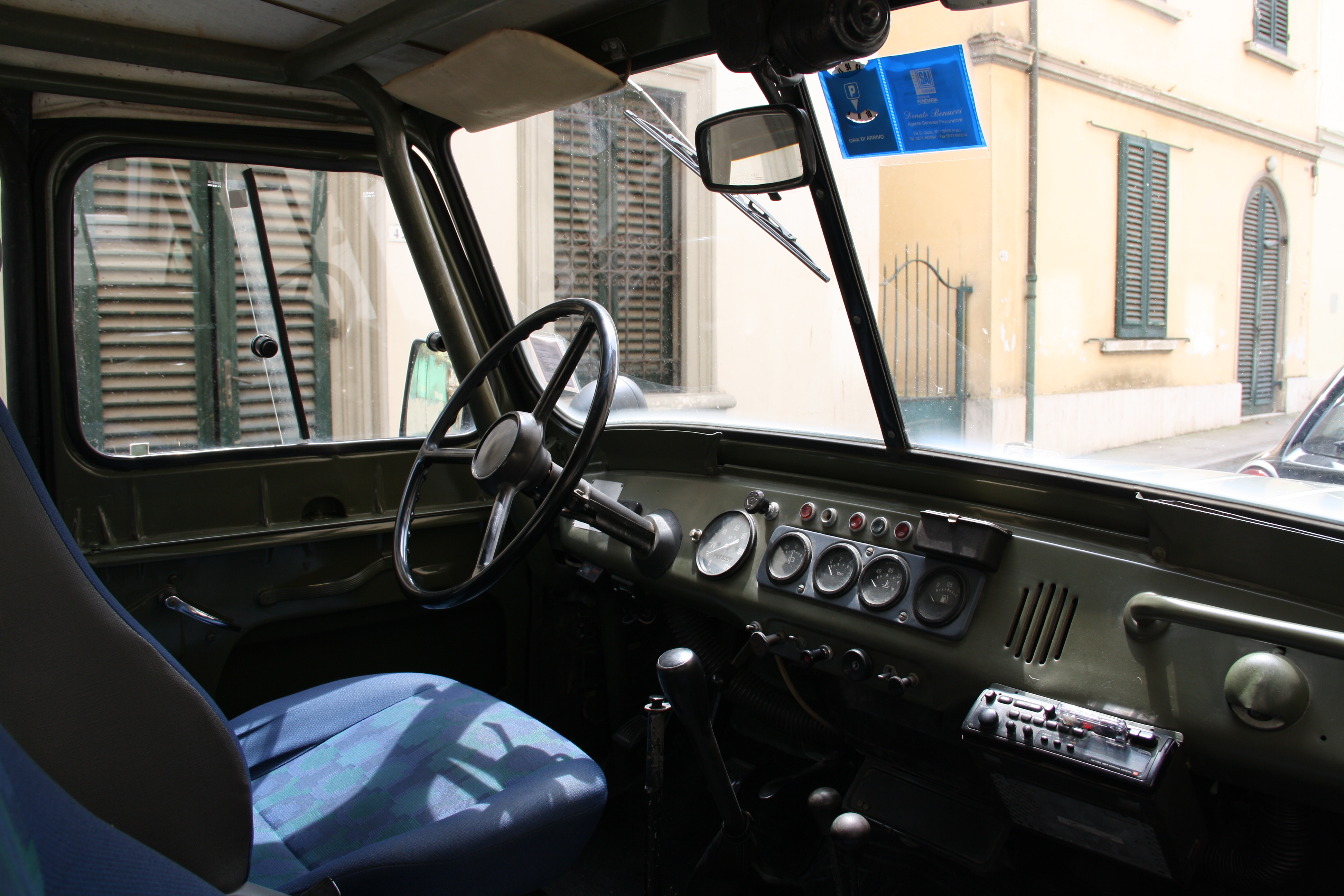
UAZ-469 intérieur.

2 450 cm3 essence, 4 cylindres en ligne, refroidi par eau, 75 kW à 4 000 tr/min
Carburant
Système à carburateur, utilisant un indice d'octane de l'essence de 76, la capacité du réservoir est de 78 litres
Transmission
Boîte de vitesses manuelle à 4 vitesses, boîte de transfert à 2 vitesses, 4 roues motrices
Essieu avant
Essieu axial à ressorts à lames, freins à tambour
Essieu arrière
Essieu axial à ressorts à lames, freins à tambour
Dimensions et masses
- Masse à vide avec carburant: 1 650 kg
- Masse en charge maximale : 2 450 kg
- Dimensions externes : (longueur/largeur/hauteur): 4 025 mm × 1 785 mm × 2 050 mm
- Empattement : 2 380 mm
- Bande de roulement avant et arrière : 1 453 mm/1 453 mm
- Garde au sol : 220 mm
- Taille de pneu : 215 SR 15
- Taille de la roue : 6L×15

## Apparitions

### Apparitions dans les jeux vidéo
- Dans Counter strike : Condition Zero, l'UAZ - 469 est situé dans le décors de la mission "Building Recon".
- Dans Mudrunner sous les noms "A-496" et "A-3151" (ainsi que dans "SnowRunner")

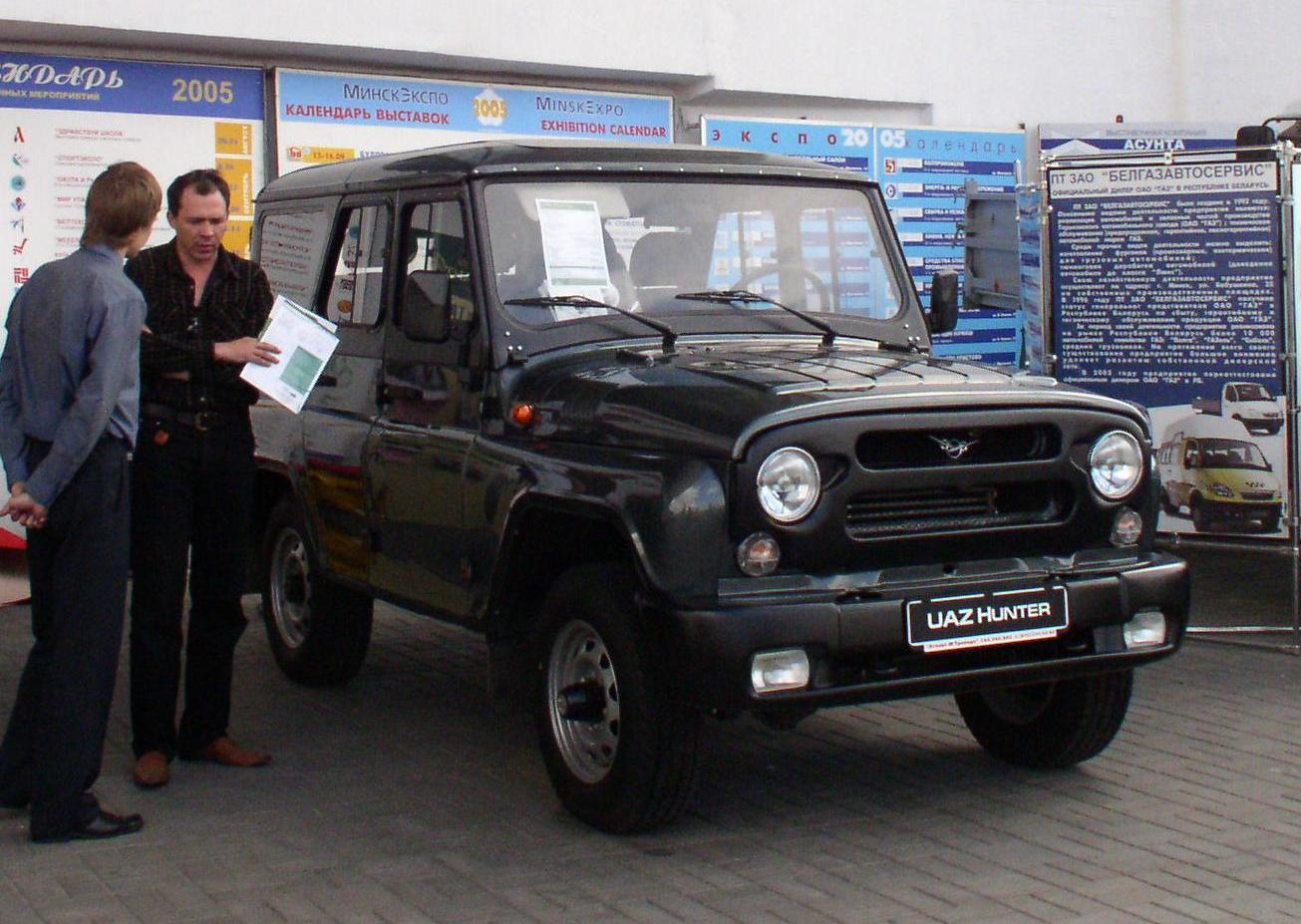
UAZ pour la chasse.